# 鮫洲駅

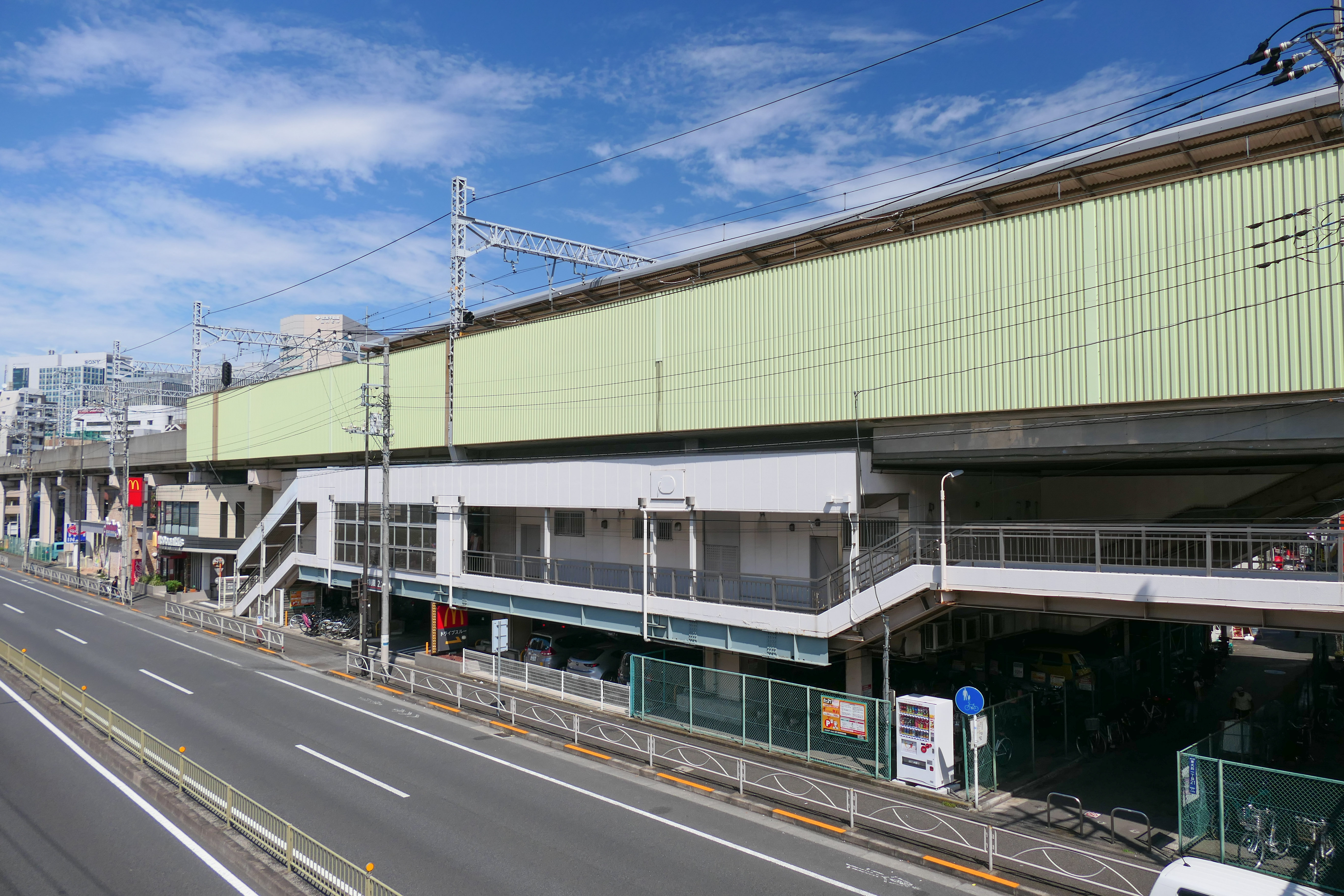
駅舎外観（西口側）

鮫洲駅（さめずえき）は、東京都品川区東大井一丁目にある京浜急行電鉄（京急）本線の駅である。駅番号はKK05。
隣の青物横丁駅との駅間距離は0.5 kmと近接している。

## 歴史
- 1904年（明治37年）5月8日 - 開業[1]。
- 1944年（昭和19年）5月1日 - 横浜寄りに約160m移転[1][2]。
- 1966年（昭和41年）6月16日 - 待避設備および跨線橋の使用開始[1][2]。4両編成対応でいわゆる新幹線型のホームであった[2]。
- 1977年（昭和52年）12月 - ホーム有効長を6両編成分に延伸[2]。
- 1981年（昭和56年）6月 - 跨線橋が廃止され、仮設の地下道となる[2]。
- 1989年（平成元年）6月25日 - 上り線が高架化[1]。
- 1990年（平成2年）12月2日 - 下り線が高架化[1][2][3]。
- 1991年（平成3年）12月21日 - 高架駅舎使用開始[2]。
- 2011年  (平成23年)  11月6日 - 京急グッズショップ「おとどけいきゅう」鮫洲店がオープン。
- 2020年（令和2年）3月14日 - 副駅名に鮫洲運転免許試験場が追加される[4][5]。

## 駅構造
島式ホーム1面2線の外側に通過線を2線を有する高架駅。ホーム有効長は6両編成分である。時間によっては、普通列車が後続の優等列車や回送などを複数まとめて待避するため、7 - 10分程度停車することがある。品川駅を出てから初めての列車待避が可能な駅である。
外気に晒される高架かつ島式のホームでの長時間待避が常態化しているため、利用客からの意見を受けて、2008年3月22日に京急本線のホームで初めて待合室が設置された。以前は、戸閉半減を用いて停車中の電車の一部ドアを閉鎖していた。
地平時代の鮫洲駅は、間に本線を挟む相対式ホームの待避駅であった。

### のりば
| 番線 | 路線 | 方向 | 行先                              |
| ---- | ---- | ---- | --------------------------------- |
| 1    | 本線 | 下り | 羽田空港方面 / 横浜・三浦海岸方面 |
| 2    | 本線 | 上り | 品川・新橋方面                    |

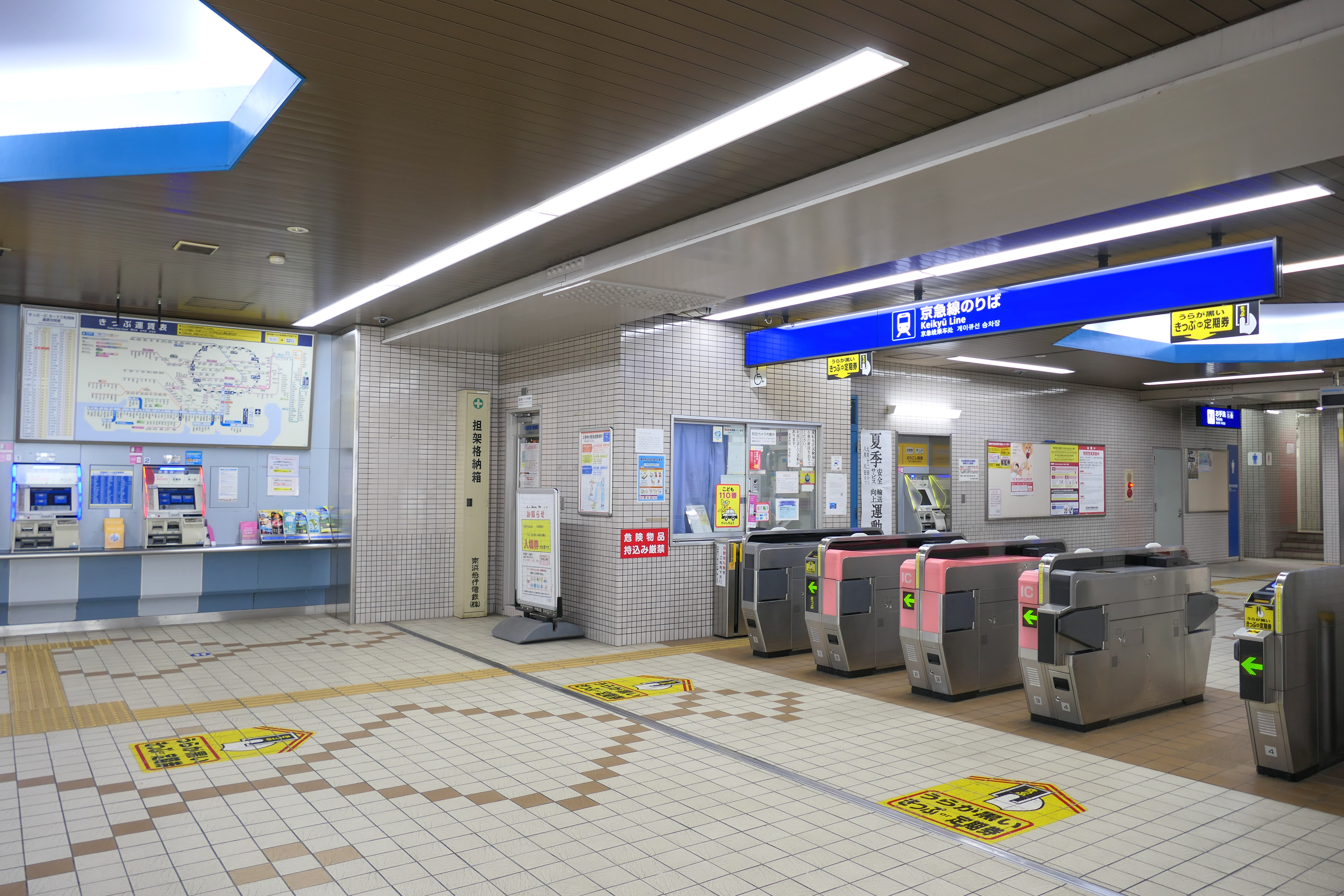
改札口・切符券売機（2021年7月）
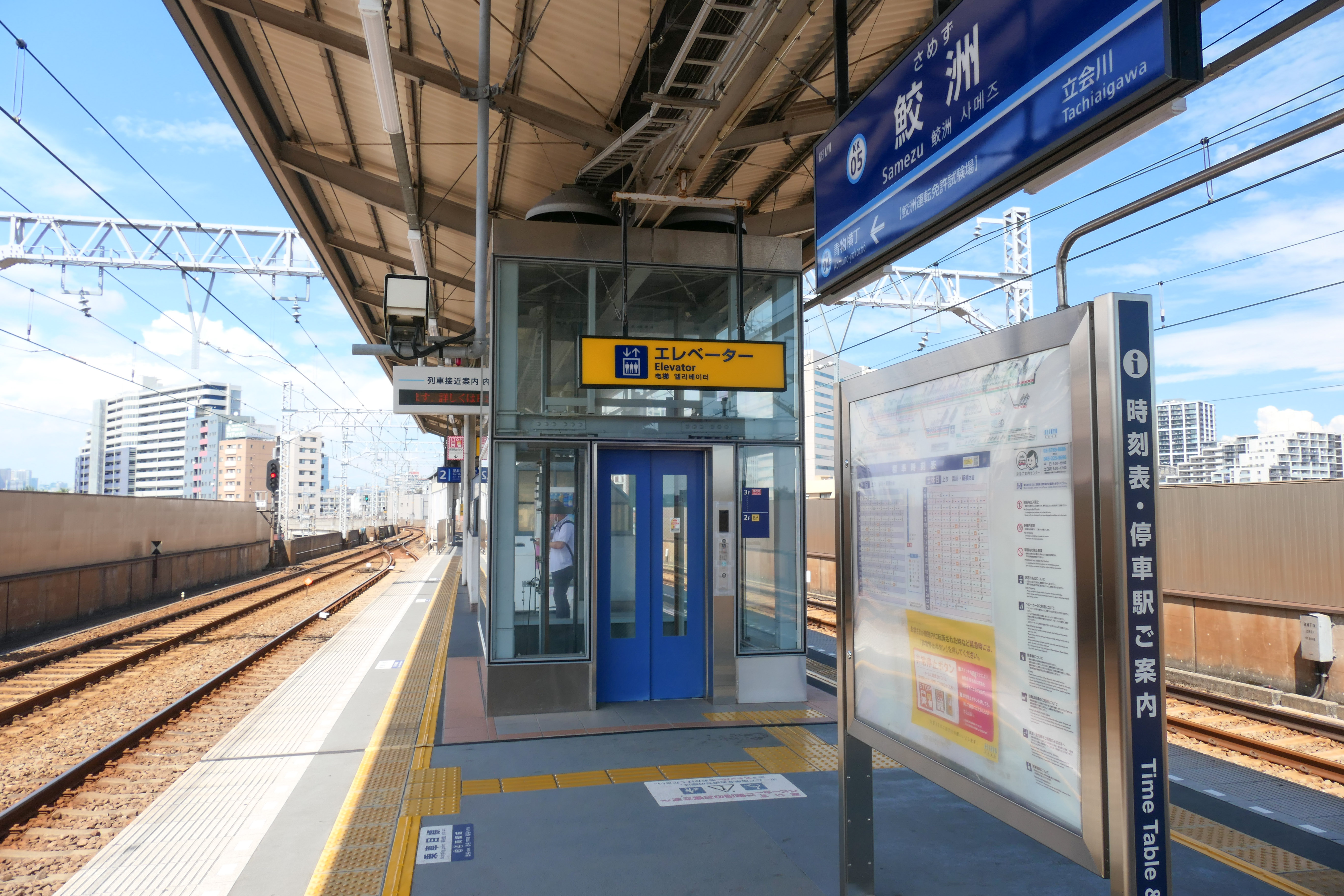
ホーム（2021年7月）

## 利用状況
2024年（令和6年）度の1日平均乗降人員は9,677人である。京急線全72駅中57位。
近年の1日平均乗降・乗車人員は下記の通り。
| 年度               | 1日平均 乗降人員 | 1日平均 乗車人員 | 出典     |
| ------------------ | ---------------- | ---------------- | -------- |
| 1990年（平成02年） |                  | 6,704            | [ * 1 ]  |
| 1991年（平成03年） |                  | 6,393            | [ * 2 ]  |
| 1992年（平成04年） |                  | 6,178            | [ * 3 ]  |
| 1993年（平成05年） |                  | 6,099            | [ * 4 ]  |
| 1994年（平成06年） |                  | 5,838            | [ * 5 ]  |
| 1995年（平成07年） |                  | 5,779            | [ * 6 ]  |
| 1996年（平成08年） |                  | 5,447            | [ * 7 ]  |
| 1997年（平成09年） |                  | 5,304            | [ * 8 ]  |
| 1998年（平成10年） |                  | 5,260            | [ * 9 ]  |
| 1999年（平成11年） |                  | 5,183            | [ * 10 ] |
| 2000年（平成12年） |                  | 5,096            | [ * 11 ] |
| 2001年（平成13年） |                  | 5,104            | [ * 12 ] |
| 2002年（平成14年） | 10,534           | 5,192            | [ * 13 ] |
| 2003年（平成15年） | 10,367           | 5,090            | [ * 14 ] |
| 2004年（平成16年） | 10,094           | 4,997            | [ * 15 ] |
| 2005年（平成17年） | 9,809            | 4,838            | [ * 16 ] |
| 2006年（平成18年） | 9,830            | 4,841            | [ * 17 ] |
| 2007年（平成19年） | 9,725            | 4,790            | [ * 18 ] |
| 2008年（平成20年） | 9,817            | 4,852            | [ * 19 ] |
| 2009年（平成21年） | 9,777            | 4,838            | [ * 20 ] |
| 2010年（平成22年） | 9,439            | 4,657            | [ * 21 ] |
| 2011年（平成23年） | 9,072            | 4,473            | [ * 22 ] |
| 2012年（平成24年） | 8,995            | 4,452            | [ * 23 ] |
| 2013年（平成25年） | 9,525            | 4,715            | [ * 24 ] |
| 2014年（平成26年） | 9,744            | 4,844            | [ * 25 ] |
| 2015年（平成27年） | 10,306           | 5,117            | [ * 26 ] |
| 2016年（平成28年） | 10,509           | 5,227            | [ * 27 ] |
| 2017年（平成29年） | 10,821           | 5,392            | [ * 28 ] |
| 2018年（平成30年） | 11,234           | 5,614            | [ * 29 ] |
| 2019年（令和元年） | 11,313           | 5,639            | [ * 30 ] |
| 2020年（令和02年） | 8,471            |                  |          |
| 2021年（令和03年） | 8,851            |                  |          |
| 2022年（令和04年） | 9,348            |                  |          |
| 2023年（令和05年） | 9,468            |                  |          |
| 2024年（令和06年） | 9,677            |                  |          |

## 駅周辺
駅西方にはマンションが立ち並び、東方には古い民家と低いビルの混在する雑然とした町並みが広がっている。東方100メートルほどの所に旧東海道があり、立会川駅とともに土佐藩屋敷があった周辺として歴史上の史跡もいくつか存在するが、品川宿として整備されている青物横丁以北ほどは未だ整備されていない。また当駅のすぐ北の地下をりんかい線が交差し、駅北東に品川シーサイド駅があるが、りんかい線と京急本線の直接の接続駅は設けられていない。

### 官公庁・公共施設
- 東京運輸支局本庁舎
- 鮫洲運転免許試験場

- 大井消防署

### 教育機関
- 産業技術大学院大学
- 東京都立産業技術高等専門学校

### 郵便局・金融機関
- 品川鮫洲郵便局

### 史跡・自然
- 鮫洲公園

### ランドマーク
- 東京ナイル（365戸）

### 店舗
- おとどけいきゅう鮫洲店

### 交通
- 国道15号（第一京浜）

- 京急交通品川営業所

### バス路線
最寄バス停留所は、駅からやや離れた大井消防署前または南品川三丁目となる。どちらの停留所も以下の路線バスが京浜急行バスにより運行されている。
- 井19系統 大森駅行、レジャーランド平和島行、大井町駅行

都営バスの東京工科専門学校前停留所、鮫洲運転免許試験場前停留所も、同程度の距離がある。

## 隣の駅
京浜急行電鉄
 本線
■エアポート快特・■快特・■特急・■急行
通過
■普通
青物横丁駅 (KK04) - 鮫洲駅 (KK05)  - 立会川駅 (KK06)